# 4ª Squadriglia per l'artiglieria
La 4ª Squadriglia per l'artiglieria del Servizio Aeronautico del Regio Esercito fu costituita nel settembre 1915 con aerei Caudron G.3.

## Storia
Costituita nel settembre 1915 al Centro di formazione di Ghedi su Caudron G.3 viene mobilitata il 5 ottobre su Gonars per l'artiglieria della 3ª Armata (Regio Esercito) al comando del capitano osservatore Giulio Costanzi, 9 piloti tra cui i tenenti Fulco Ruffo di Calabria e Ferruccio Ranza, il sergente Silvio Scaroni ed il soldato Giuseppe Ghislanzoni ed altri 7 osservatori.
Nel 1915 effettua 46 ricognizioni e 31 osservazioni di tiro.
Da gennaio 1916 utilizza i primi radioapparati per la segnalazione con l'artiglieria.
Fino al 15 aprile 1916, effettua 37 ricognizioni e 39 osservazioni di tiro, quando nel cambio dei nomi di tutte le squadriglie diventa 44ª Squadriglia.